# パングラム

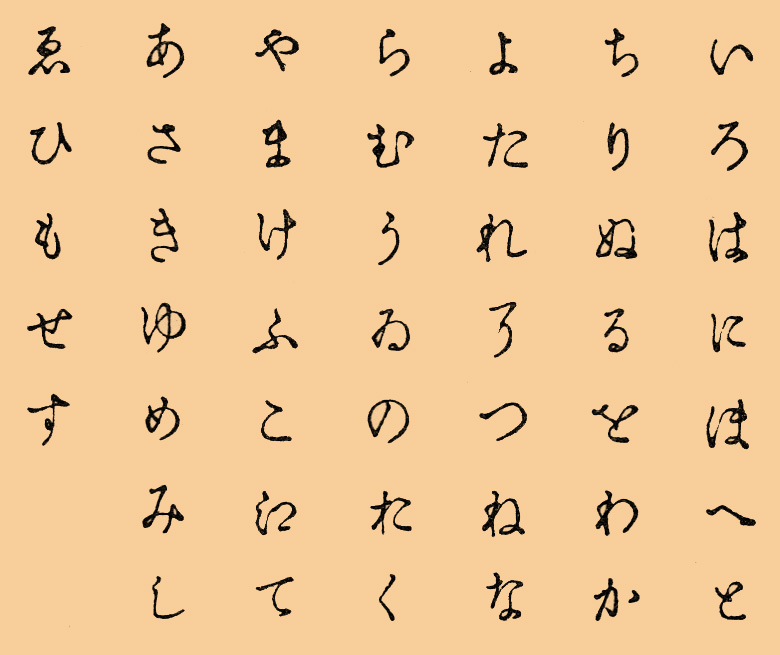
日本語の完全パングラムであるいろは歌。

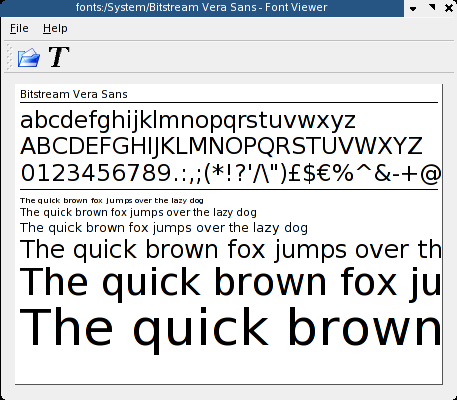
はじめタイプライターの試用に用いられた。今日では、パングラムはコンピュータのフォントのサンプルの表示にも多く見られる。

パングラム（英語: pangram）またはホロアルファベット文（ホロアルファベットぶん、英語: holo-alphabetic sentence）とは、一文で、ある言語の文字をすべて使用する言葉遊びの一種である。
最もよく知られたパングラムの1つに"The quick brown fox jumps over the lazy dog"（あるいは"The quick brown fox jumped over the lazy dogs."）がある。
一方、使う文字の種類を減らして文を作成する言葉遊びのことを、リポグラム（英語: lipogram）という。

## 英文の例
ここでは、英語のパングラムのうち40文字以下のものおよび他に特筆すべきことがあるものを挙げる。
- Oh, wet Alex, a jar, a fag! Up, disk, curve by! Man Oz, Iraq, Arizona, my Bev? Ruck's id-pug, a far Ajax, elate? Who? （77文字 この文は回文になっている）
- How razorback-jumping frogs can level six piqued gymnasts! （49文字 MacintoshのSystem7時代にフォントのサンプルとして使用された）
- Cozy lummox gives smart squid who asks for job pen. （39文字 Macintoshのpost-System 7でフォントのサンプルとして使用された）
- Adjusting quiver and bow, Zompyc killed the fox. （39文字）
- The quick onyx goblin jumps over the lazy dwarf. （39文字 英語版マジック・ザ・ギャザリングのカードのフレーバーテキストに使用された[1]）
- My faxed joke won a pager in the cable TV quiz show. （39文字）
- The quick brown fox jumps over the lazy dog. （35文字 Windows のTrueType/OpenType フォントのサンプルに使用されている）
- The quick brown fox jumps over a lazy dog. （33文字）
- The jay, pig, fox, zebra and my wolves quack! （33文字）
- Pack my box with five dozen liquor jugs. （32文字 Beagle Bros のサンプルに使用されている）
- Few quips galvanized the mock jury box. （32文字）
- Jackdaws love my big sphinx of quartz. （31文字 Windows のビットマップフォントのサンプルに使用されている）
- The five boxing wizards jump quickly. （31文字）
- How quickly daft jumping zebras vex. （30文字）
- Bright vixens jump; dozy fowl quack. （29文字）
- Vjump the lazy dogs,quick brown fox. （29文字）
- Quick wafting zephyrs vex bold Jim. （29文字）
- Quick zephyrs blow, vexing daft Jim. （29文字）
- Sphinx of black quartz, judge my vow. （29文字）
- Waltz, bad nymph, for quick jigs vex. （28文字）
- Brick quiz whangs jumpy veldt fox. （28文字）

## 英語以外の言語

### ラテン文字を用いる言語
英語以外の言語においては、ラテン文字26文字をすべて使用したものと、その言語に特有のアクセント記号などがついているものもすべて使用したものがある。
- イタリア語
  - "Ma la volpe col suo balzo ha raggiunto il quieto Fido."（外国語表記でしか使われない j,k,w,x,y 以外のすべての文字を使用）
  - "Quel vituperabile xenofobo zelante assaggia il whisky ed esclama: alleluja!"

- ドイツ語
  - Sylvia wagt quick den Jux bei Pforzheim.（アルファベットをすべて使用）
  - Victor jagt zwölf Boxkämpfer quer über den großen Sylter Deich.（ウムラウト付文字・ßも使用）
  - "Fix, Schwyz!" quäkt Jürgen blöd vom Paß.（ウムラウト付文字・ßも使用した完全パングラム）

- フランス語
  - Portez ce vieux whisky au juge blond qui fume.（アルファベットをすべて使用）
  - Moi, je veux quinze clubs à golf et du whisky pur.
  - Le cœur déçu mais l'âme plutôt naïve, Louÿs rêva de crapaüter en canoë au delà des îles, près du mälströn où brûlent les novæ.（記号付の文字もすべて使用）

- スペイン語
  - El veloz murciélago hindú comía feliz cardillo y kiwi. La cigüeña tocaba el saxofón detrás del palenque de paja.（ñ とアクセント記号つきの文字を含んでおり、スペイン語版Windowsでフォントのサンプルに使用される）
  - El pingüino Wenceslao hizo kilómetros bajo exhaustiva lluvia y frío, añoraba a su querido cachorro.（ñ,ll,rr を含む）

- ポーランド語
  - Pchnąć w tę łódź jeża lub ośm skrzyń fig.（アルファベットをすべて使用）

### ラテン文字以外の文字を使用する言語
- ロシア語
  - В чащах юга жил бы цитрус? Да, но фальшивый экземпляр!（伝統的に電報のテスト用に使用されていた文。ъ と ё が欠けている）
  - В чащах юга жил бы цитрус? Да, но фальшивый экземпляръ!（最後の単語が ъ を含むように作られた文）
  - Эх, чужак! Общий съём цен шляп (юфть) — вдрызг!（完全パングラム）
  - Экс-граф? Плюш изъят. Бьём чуждый цен хвощ!（完全パングラム）
  - Эй, жлоб! Где туз? Прячь юных съёмщиц в шкаф.（完全パングラム）
  - Съешь ещё этих мягких французских булок, да выпей же чаю.（マイクロソフトでキリル文字のサンプルに使用される。）
  - Широкая электрификация южных губерний даст мощный толчок подъёму сельского хозяйства. （KDEで使用されている）

中国語
漢字は表語文字かつ4万字以上存在するため、パングラムの作成は現実的でない（表音文字である注音符号の場合、理論上は作成可能）。
中国語でできるだけ多くの種類の文字を使った文章としては『千字文』が知られている。
日本語
いろは歌は、成立当時まだなかった「ん」以外のすべての仮名を一度ずつ使用しているので日本語版の完全パングラムといえる。仮名は音節文字であるので、音素文字に比べてパングラムを作りやすい。
清音と濁音、拗音などを別の文字と考えてパングラムを作ることも考えられる。
朝鮮語
ハングルは子音・母音の字母を組み合わせた結合音節文字であり、組み合わせの総数は11,172通りあるが、用例がほぼ存在しない組み合わせも大半を占めるため、11,172字すべてのハングルを用いた文の作成は現実的でない。そのため「すべての文字」という言葉の解釈としては、次のような例が挙げられる。
1. 基本字母
2. 濃音を除いた、すべての子音

すべての基本字母を用いた文章では一例として、
- 키스의 고유조건은 입술끼리 만나야 하고 특별한 기술은 필요치 않다.（意訳：キスの条件は唇を合わせることで、特別な技術は必要としない）

すべての基本子音を用いた文章では一例に
- 다람쥐 헌 쳇바퀴에 타고파.（意訳：リスは古い回し車に乗りたい）

などがある。
モンゴル語 (キリル文字)
一例を挙げる。
- Щётканы фермд пийшин цувъя. Бөгж зогсч хэльюү.

タイ語
一例を挙げる。
- เป็นมนุษย์สุดประเสริฐเลิศคุณค่า กว่าบรรดาฝูงสัตว์เดรัจฉาน จงฝ่าฟันพัฒนาวิชาการ อย่าล้างผลาญฤๅเข่นฆ่าบีฑาใคร ไม่ถือโทษโกรธแช่งซัดฮึดฮัดด่า หัดอภัยเหมือนกีฬาอัชฌาสัย ปฏิบัติประพฤติกฎกำหนดใจ พูดจาให้จ๊ะๆ จ๋า น่าฟังเอยฯ 

ヘブライ語
一例を挙げる。
עטלף אבק נס דרך מזגן שהתפוצץ כי חם
アラビア語
一例を挙げる。
أبجد هوَّز حُطّي كلَمُن سَعْفَص قُرِشَت ثَخَدٌ ضَظَغ

## 完全パングラム
全部の文字が一度しか使用されないパングラムを完全パングラムと呼ぶ。これは、パングラムの頂点とも呼ばれる難易度を誇っており、一般に使用されない単語や略語などを抜きに完成させるのは至難の業である。純粋主義者の中には、略語やイニシャルの使用も禁じている人たちもいる。
- Blowzy night-frumps vex'd Jack Q.
- Glum Schwartzkopf vex'd by NJ IQ.
- New job: fix Mr. Gluck's hazy TV, PDQ! （5種類の記号を含んでいる）※
- Frowzy things plumb vex'd Jack Q.
- J. Q. Vandz struck my big fox whelp.
- Quartz glyph job vex'd cwm finks.
- Phlegms fyrd wuz qvint jackbox.
- Zing, vext cwm fly jabs Kurd qoph.
- Cwm fjord bank glyphs vext quiz.
- Jumbling vext frowzy hacks PDQ. （すべての単語が高校程度の辞書に載っている）※
- Mr. Jock, TV Quiz Ph.D, bags few lynx.
- Junky qoph flags vext crwd zimb.
- Cwm fjord veg balks nth pyx quiz. （すべての単語が高校程度の辞書に載っており、かつ略語を含んでいない（nthは略語ではない））

※ PDQはPretty Damn Quickの略語である。

## 自己言及型パングラム
「この文章にはかなが14文字、漢字が14文字、数字が5文字使用されている。」のようにその文自身の内容を示した文を「自己言及文」と呼ぶ。自己言及文になっているパングラムも存在する。
- This Pangram has 5 a's, b, c, 2 d's, e, f, 2 g's, 3 h's, 2 i's, j, k, l, 2 m's, 3 n's, o, 2 p's, q, 2 r's, 14 s's, 2 t's, u, v, w, x, y and z.

この例ではアラビア数字を用いたが、数詞を用いて記述したものもある。下記は一つの例である。
- This pangram contains four As, one B, two Cs, one D, thirty Es, six Fs, five Gs, seven Hs, eleven Is, one J, one K, two Ls, two Ms, eighteen Ns, fifteen Os, two Ps, one Q, five Rs, twenty-seven Ss, eighteen Ts, two Us, seven Vs, eight Ws, two Xs, three Ys, & one Z.